# نوح آدجی-استرنبرگ
نوح آدجی-استرنبرگ (انگلیسی: Noah Adedeji-Sternberg؛ زادهٔ ۱۹ ژوئن ۲۰۰۵) بازیکن فوتبال است که در پست وینگر برای باشگاه خنک در لیگ برتر فوتبال بلژیک بازی می‌کند.
وی در تیم ملی فوتبال زیر ۱۹ سال بلژیک بازی کرده است.